# The Adventure Company
The Adventure Company é uma divisão da DreamCatcher Games, especializada em interface gráfica.
Foi fundada em 2002.

## Jogos
- A Vampyre Story
- Agatha Christie: Assassinio sull'Orient Express
- Agatha Christie: Delitto sotto il sole
- Agatha Christie: E non ne rimase nessuno
- Amerzone
- Atlantis: The Lost Tales
- Atlantis II
- Atlantis III: The New World
- Atlantis IV: Evolution
- Atlantis V: The Sacred Legacy
- Aura: Mondi paralleli
- Aura II: Gli anelli sacri
- Broken Sword: Il sonno del drago
- Dark Fall - Il Diario dei misteri
- Keepsake: Il mistero di Dragonvale
- NiBiRu - Messaggero degli dei
- Post Mortem
- Safecracker
- Sam & Max Season One
- Schizm II: Chameleon
- Secret Files: Il mistero di Tunguska
- Still Life
- Syberia
- Syberia II
- The Black Mirror
- The Moment of Silence
- Viaggio al centro della Luna

## Ver tambem
- DreamCatcher Interactive